# Jan van Helmont
Jan van Helmont o Jan Baptista van Helmont (nascut el 1577 a Brussel·les i batejat el 12 de gener de 1580 – 30 de desembre de 1644) va ser un científic flamenc, químic, fisiòleg i metge. Treballà durant els anys posterior a Paracels i a vegades és considerat el fundador de la química de l'aire. Van Helmont és recordat actualment per les seves idees sobre la generació espontània, el seu experiment amb un arbre de 5 anys de durada i per ser l'introductor de la paraula "gas" (derivada de la paraula grega caos) en el vocabulari científic.

## Biografia
Tenia cinc germans i ell era el menor, el seu pare era membre del Consell de Brussel·les. Va ser educat a la Universitat de Lovaina i viatjà per Suïssa, Itàlia, França i Anglaterra.
A la tornada obtingué, el 1609, el grau de doctor en medicina. Practicà a Anvers durant la pesta de 1605. Es va casar amb Margaret van Ranst, de família noble, i tingueren sis o set fills. Rebé l'herència de la seva dona cosa que li permeté deixar de practicar la medicina i ocupar-se en experiments científics.

## Obra
Van Helmont va ser un home contradictori d'una banda químic i alquimista i de l'altre interessat per la ciència experimental. Va ser el primer a adonar-se que hi havia una diversitat de gasos, però per a ell l'aigua i l'aire eren els elements primitius.
El seu experiment més famós va ser fet per tal de determinar d'on agafaven la massa les plantes. Va fer créixer un salze, en una quantitat mesurada de terra, pesant el pes de l'arbre i l'aigua que hi afegia. Després de cinc anys la planta havia guanyat 164 lliures. Com que la quantitat de terra era bàsicament la mateixa que quan va començar l'experiment, deduí (equivocadament, perquè va considerar un error de càlcul la diferència de pes entre aigua aportada i pes de l'arbre) que el pes guanyat per l'arbre provenia de l'aigua i que totes les parts de la planta que havien crescut provenien només de l'aigua aportada.